# Damage, Inc. Tour
Damage, Inc. Tour è il terzo tour del gruppo musicale statunitense Metallica, iniziato nel 1986 e terminato nel 1987. Il nome deriva dal brano Damage Inc. del disco Master of Puppets.
I Metallica supportarono Ozzy Osbourne negli spettacoli da marzo ad agosto del 1986 per poi diventare la band principale da settembre a febbraio 1987. Questo è stato anche l'ultimo tour di Cliff Burton, a causa della sua morte avvenuta pochi minuti dopo le ore 7 del 27 settembre 1986 in un incidente con l'autobus del tour vicino a Ljungby, in Svezia. I successivi concerti nel mese di ottobre vennero cancellati e la band assunse come nuovo bassista Jason Newsted.

## Tipica scaletta
1. Battery
2. Master of Puppets
3. For Whom the Bell Tolls
4. Welcome Home (Sanitarium)
5. Ride the Lightning
6. Assolo di basso
7. Whiplash
8. The Thing That Should Not Be
9. Fade to Black
10. Seek & Destroy
11. Creeping Death
12. The Four Horsemen
13. Assolo di chitarra
14. Am I Evil?
15. Damage, Inc.
16. Fight Fire with Fire
17. Blitzkrieg

## Date del tour
| Data         | Città                   | Nazione               | Luogo                                |
| Nord America | Nord America            | Nord America          | Nord America                         |
| ------------ | ----------------------- | --------------------- | ------------------------------------ |
| 27/03/1986   | Valley Center           | Stati Uniti d'America | Kansas Coliseum                      |
| 29/03/1986   | Oklahoma City           | Stati Uniti d'America | Fairgrounds Arena                    |
| 1/04/1986    | Kansas City (Missouri)  | Stati Uniti d'America | Kemper Arena                         |
| 2/04/1986    | Saint Louis             | Stati Uniti d'America | Kiel Auditorium                      |
| 4/04/1986    | Detroit                 | Stati Uniti d'America | Joe Louis Arena                      |
| 5/04/1986    | Chicago                 | Stati Uniti d'America | Chicago Pavilion                     |
| 6/04/1986    | Milwaukee               | Stati Uniti d'America | MECCA Arena                          |
| 7/04/1986    | Indianapolis            | Stati Uniti d'America | Market Square Arena                  |
| 9/04/1986    | Richfield               | Stati Uniti d'America | Richfield Coliseum                   |
| 10/04/1986   | Erie                    | Stati Uniti d'America | Civic Center                         |
| 12/04/1986   | Johnstown               | Stati Uniti d'America | War Memorial                         |
| 13/04/1986   | Syracuse                | Stati Uniti d'America | War Memorial                         |
| 14/04/1986   | Rochester               | Stati Uniti d'America | War Memorial                         |
| 16/04/1986   | Landover                | Stati Uniti d'America | Capital Centre                       |
| 17/04/1986   | Binghamton              | Stati Uniti d'America | Broome County Arena                  |
| 18/04/1986   | Bethlehem               | Stati Uniti d'America | Stabler Arena                        |
| 20/04/1986   | Filadelfia              | Stati Uniti d'America | The Spectrum                         |
| 21/04/1986   | East Rutherford         | Stati Uniti d'America | Brendan Byrne Arena                  |
| 23/04/1986   | Providence              | Stati Uniti d'America | Providence Civic Center              |
| 24/04/1986   | New Haven               | Stati Uniti d'America | New Haven Coliseum                   |
| 25/04/1986   | Worcester               | Stati Uniti d'America | DCU Center                           |
| 27/04/1986   | Glens Falls, New York   | Stati Uniti d'America | Civic Center                         |
| 28/04/1986   | Uniondale, New York     | Stati Uniti d'America | Nassau Coliseum                      |
| 2/05/1986    | Johnson City, Tennessee | Stati Uniti d'America | Freedom Hall                         |
| 3/05/1986    | Charlotte               | Stati Uniti d'America | Charlotte Coliseum                   |
| 4/05/1986    | Memphis                 | Stati Uniti d'America | Mid-South Coliseum                   |
| 6/05/1986    | New Orleans             | Stati Uniti d'America | Lakefront Arena                      |
| 8/05/1986    | Austin                  | Stati Uniti d'America | Frank Erwin Center                   |
| 9/05/1986    | Houston                 | Stati Uniti d'America | The Summit                           |
| 10/05/1986   | Fort Worth              | Stati Uniti d'America | Tarrant County Coliseum              |
| 12/05/1986   | El Paso                 | Stati Uniti d'America | El Paso County Coliseum              |
| 13/05/1986   | Albuquerque             | Stati Uniti d'America | Tingley Coliseum                     |
| 15/05/1986   | Denver                  | Stati Uniti d'America | McNichols Sports Arena               |
| 17/05/1986   | Salt Lake City          | Stati Uniti d'America | Salt Palace                          |
| 19/05/1986   | Tucson                  | Stati Uniti d'America | Community Center Arena               |
| 20/05/1986   | Phoenix                 | Stati Uniti d'America | Arizona Veterans Memorial Coliseum   |
| 23/05/1986   | Tulsa                   | Stati Uniti d'America | Cain's Ballroom                      |
| 24/05/1986   | Cape Girardeau          | Stati Uniti d'America | Arena Building                       |
| 25/05/1986   | Chicago                 | Stati Uniti d'America | Aragon Ballroom                      |
| 26/05/1986   | Des Moines              | Stati Uniti d'America | Iowa State Fair                      |
| 28/05/1986   | Minneapolis             | Stati Uniti d'America | The Historic Orpheum Theatre         |
| 29/05/1986   | Eau Claire              | Stati Uniti d'America | Old Mill Expo Center                 |
| 30/05/1986   | Davenport               | Stati Uniti d'America | The Col Ballroom                     |
| 31/05/1986   | Decatur                 | Stati Uniti d'America | Decatur Civic Center                 |
| 1/06/1986    | Omaha                   | Stati Uniti d'America | Peony Park                           |
| 3/06/1986    | Dallas                  | Stati Uniti d'America | Bronco Bowl                          |
| 4/06/1986    | Corpus Christi          | Stati Uniti d'America | Coliseum                             |
| 5/06/1986    | McAllen                 | Stati Uniti d'America | Villa Real                           |
| 6/06/1986    | San Antonio             | Stati Uniti d'America | Majestic Theatre                     |
| 7/06/1986    | Odessa                  | Stati Uniti d'America | Ector County Coliseum                |
| 10/06/1986   | San Diego               | Stati Uniti d'America | San Diego Sports Arena               |
| 11/06/1986   | Paradise                | Stati Uniti d'America | Thomas & Mack Center                 |
| 13/06/1986   | Long Beach              | Stati Uniti d'America | Long Beach Arena                     |
| 14/06/1986   | Long Beach              | Stati Uniti d'America | Long Beach Arena                     |
| 15/06/1986   | Long Beach              | Stati Uniti d'America | Long Beach Arena                     |
| 17/06/1986   | Daly City               | Stati Uniti d'America | Cow Palace                           |
| 18/06/1986   | Sacramento              | Stati Uniti d'America | Cal Expo Amphitheatre                |
| Date europee |                         |                       |                                      |
| 5/07/1986    | Pihtipudas              | Finlandia             | Saapasjalkarock                      |
| 6/07/1986    | Roskilde                | Danimarca             | Roskilde Festival                    |
| Nord America |                         |                       |                                      |
| 11/07/1986   | Ashwaubenon             | Stati Uniti           | Brown County Veterans Memorial Arena |
| 12/07/1986   | East Troy               | Stati Uniti           | Alpine Valley                        |
| 13/07/1986   | Hoffman Estates         | Stati Uniti           | Poplar Creek Music Theater           |
| 15/07/1986   | Peoria                  | Stati Uniti           | Peoria Civic Center                  |
| 16/07/1986   | Fort Wayne              | Stati Uniti           | Allen County War Memorial Coliseum   |
| 17/07/1986   | Columbus                | Stati Uniti           | Battelle Hall                        |
| 19/07/1986   | Battle Creek            | Stati Uniti           | Kellogg Arena                        |
| 20/07/1986   | Saginaw                 | Stati Uniti           | Wendler Arena                        |
| 21/07/1986   | Clarkston               | Stati Uniti           | Pineknob Music Theater               |
| 24/07/1986   | Cincinnati              | Stati Uniti           | Riverbend Music Center               |
| 25/07/1986   | Louisville              | Stati Uniti           | Kentucky Fairgrounds                 |
| 26/07/1986   | Evansville              | Stati Uniti           | Mesker Amphitheatre                  |
| 27/07/1986   | Nashville               | Stati Uniti           | Nashville Municipal Auditorium       |
| 29/07/1986   | Chattanooga             | Stati Uniti           | UTC Arena                            |
| 30/07/1986   | Knoxville               | Stati Uniti           | James White Civic Coliseum           |
| 1/08/1986    | Charleston              | Stati Uniti           | Charleston Civic Center              |
| 2/08/1986    | Columbia                | Stati Uniti           | Merriweather Post Pavilion           |
| 3/08/1986    | Hampton                 | Stati Uniti           | Hampton Coliseum                     |
| Europa       |                         |                       |                                      |
| 10/09/1986   | Cardiff                 | Galles                | St David's Hall                      |
| 11/09/1986   | Bradford                | Inghilterra           | St George's Hall                     |
| 12/09/1986   | Edimburgo               | Scozia                | Edinburgh Playhouse                  |
| 14/09/1986   | Dublino                 | Irlanda               | SFX                                  |
| 15/09/1986   | Belfast                 | Irlanda del Nord      | Ulster Hall                          |
| 17/09/1986   | Manchester              | Inghilterra           | Manchester Apollo                    |
| 18/09/1986   | Sheffield               | Inghilterra           | Sheffield City Hall                  |
| 19/09/1986   | Newcastle               | Inghilterra           | Mayfair                              |
| 20/09/1986   | Birmingham              | Inghilterra           | The Odeon                            |
| 21/09/1986   | Londra                  | Inghilterra           | Hammersmith Odeon                    |
| 24/09/1986   | Lund                    | Svezia                | Olympen                              |
| 25/09/1986   | Oslo                    | Norvegia              | Skedsmohallen                        |
| 26/09/1986   | Stoccolma               | Svezia                | Solnahallen                          |
| Nord America |                         |                       |                                      |
| 8/11/1986    | Reseda                  | Stati Uniti           | Country Club                         |
| 9/11/1986    | Anaheim                 | Stati Uniti           | Jezabelle's                          |
| Asia         |                         |                       |                                      |
| 15/11/1986   | Tokyo                   | Giappone              | Shibuya Kokaido                      |
| 17/11/1986   | Nagoya                  | Giappone              | Kinro Kaikan                         |
| 18/11/1986   | Osaka                   | Giappone              | Festival Hall                        |
| 19/11/1986   | Tokyo                   | Giappone              | Sun Plaza Hall                       |
| 20/11/1986   | Tokyo                   | Giappone              | Sun Plaza Hall                       |
| Nord America |                         |                       |                                      |
| 26/11/1986   | Providence              | Stati Uniti           | Veterans Mem Auditorium              |
| 28/11/1986   | Poughkeepsie            | Stati Uniti           | Mid Hudson Civic Center              |
| 29/11/1986   | Passaic                 | Stati Uniti           | Capitol Theatre                      |
| 30/11/1986   | West Hartford           | Stati Uniti           | West Hartford Ballroom               |
| 1/12/1986    | New York                | Stati Uniti           | Felt Forum                           |
| 3/12/1986    | Verdun                  | Canada                | Verdun Auditorium                    |
| 4/12/1986    | Chicoutimi              | Canada                | Centre Georges-Vézina                |
| 5/12/1986    | Québec                  | Canada                | Pavilion de la Jeunesse              |
| 6/12/1986    | Rimouski                | Canada                | Colisée de Rimouski                  |
| 7/12/1986    | Victoriaville           | Canada                | Colisée Desjardins                   |
| 9/12/1986    | Toronto                 | Canada                | Maple Leaf Gardens                   |
| 10/12/1986   | Sudbury                 | Canada                | Sudbury Arena                        |
| 13/12/1986   | Winnipeg                | Canada                | Playhouse Theater                    |
| 14/12/1986   | Regina, Saskatchewan    | Canada                | Center of the Arts                   |
| 15/12/1986   | Saskatoon               | Canada                | Saskatoon Arena                      |
| 16/12/1986   | Edmonton                | Canada                | Shaw Conference Centre               |
| 17/12/1986   | Calgary                 | Canada                | Max Bell Centre                      |
| 19/12/1986   | Vancouver               | Canada                | PNE Coliseum                         |
| 20/12/1986   | Seattle                 | Stati Uniti           | Seattle Center Coliseum              |
| Europa       |                         |                       |                                      |
| 8/01/1987    | Copenaghen              | Danimarca             | Falkoner Theater                     |
| 9/01/1987    | Holstebro               | Danimarca             | Holstebrohallen                      |
| 10/01/1987   | Göteborg                | Svezia                | Lisebergshallen                      |
| 12/01/1987   | Osnabrück               | Germania              | Hall Gartlage                        |
| 14/01/1987   | Lione                   | Francia               | La Bourse du Travail                 |
| 16/01/1987   | Bordeaux                | Francia               | Grand Parc                           |
| 17/01/1987   | Barcellona              | Spagna                | Sport Palace                         |
| 18/01/1987   | Madrid                  | Spagna                | Real Madrid Pabellon                 |
| 20/01/1987   | Nizza                   | Francia               | Théâtre de Verdure                   |
| 21/01/1987   | Milano                  | Italia                | Palatrussardi                        |
| 23/01/1987   | Monaco di Baviera       | Germania              | Deutsches Museum                     |
| 24/01/1987   | Stoccarda               | Germania              | Böblingen Sporthalle                 |
| 25/01/1987   | Essen                   | Germania              | Grugahalle                           |
| 27/01/1987   | Amburgo                 | Germania              | Markthalle                           |
| 29/01/1987   | Francoforte sul Meno    | Germania              | Offenbach Stadthalle                 |
| 30/01/1987   | Ludwigshafen            | Germania              | Friedrich Eberthalle                 |
| 31/01/1987   | Norimberga              | Germania              | Hemmerleinhalle                      |
| 1/02/1987    | Zurigo                  | Svizzera              | Sportzentrum                         |
| 3/02/1987    | Strasburgo              | Francia               | Trivoli                              |
| 4/02/1987    | Clermont-Ferrand        | Francia               | Mais du Peuple                       |
| 5/02/1987    | Parigi                  | Francia               | Le Zénith                            |
| 7/02/1987    | Bruxelles               | Belgio                | Forest National                      |
| 8/02/1987    | Zwolle                  | Paesi Bassi           | Aardshock Festival                   |
| 10/02/1987   | Katowice                | Polonia               | Spodek                               |
| 11/02/1987   | Katowice                | Polonia               | Spodek                               |
| 13/02/1987   | Göteborg                | Svezia                | Frölundaborg                         |